# チンチェロ国際空港
チンチェロ国際空港（チンチェロこくさいくうこう、スペイン語: Aeropuerto Internacional de Chinchero, 英語: Chinchero International Airport）とは、ペルー共和国クスコ県ウルバンバ郡チンチェロに建設中の国際空港。
世界遺産であるマチュ・ピチュの歴史保護区の玄関口となるアレハンドロ・ベラスコ・アステテ国際空港は、航空機騒音問題から24時間空港でなく、また地形の影響から東側(100度)からの離着陸に限られ発着回数に制限があるため新たな国際空港が建設されている。チンチェロ国際空港から北西直線約20kmの場所に位置し、標高が3,720ｍと高いため平地より長い4000mの滑走路が必要となる。(アレハンドロ・ベラスコ・アステテ国際空港は標高3,310ｍ、滑走路長3,397mである)。ペルー首都リマにあるホルヘ・チャベス国際空港を経由せず海外から直接受け入れることが可能となる。
この空港はマチュ・ピチュ遺跡入場制限数より大きな年間500万人以上を受け入れることが可能となり、オリャンタイタンボ等トレイル観光に期待が寄せられる。
一方で、遺跡保存、環境に影響を与えるとして、反対運動も起こっている。

## 歴史
- 2001年10月 チンチェロ国際空港特別プロジェクト立上げ
- 2021年7月 韓国現代建設(현대건설 주식회사)が現地企業HVと組み新国際空港旅客ターミナル本工事事業受注[2]
- 2021年10月 最初の工事開始[3]